# Franz Egon von Fürstenberg-Heiligenberg

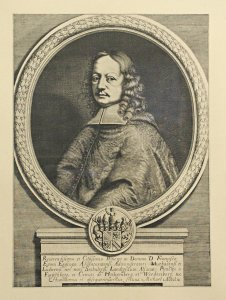
Biskop Franz Egon von Fürstenberg-Heiligenberg.

Franz Egon von Fürstenberg-Heiligenberg, född 10 april 1626, död 1 april 1682, var en tysk greve och biskop. Han var son till Egon von Fürstenberg och bror till Wilhelm Egon von Fürstenberg.
Fürstenberg blev 1663 biskop i Strassburg, tjänade som kurfust Maximilian Henriks av Köln agent Frankrikes intresse, begav sig 1674 till Frankrike och förklarades 1675 i riksakt och blev 1681 efter fransmännens intagande av Strassburg åter biskop där. Enligt icke bekräftade uppgifter skall han ha förrått staden till Ludvig XIV.